# Попо VII (Хенеберг)
Попо VII/XIII фон Хенеберг (на немски: Poppo VII/XIII von Henneberg, Burggraf von Würzburg; * ок. 1183/ок. 1200 във Вюрцбург; † 21 март или 21 август 1245) от Дом Хенеберг е граф на Графство Хенеберг и бургграф на Вюрцбург.

## Произход
Той е син на граф Попо VI фон Хенеберг, бургграф на Вюрцбург (ок. 1160 – 1190) и съпругата му София от Истрия († 2 януари 1218), дъщеря на Бертолд II, граф на Андекс, маркграф на Истрия (ок. 1150 – 1188) и първата му съпруга Хедвиг фон Вителсбах (ок. 1150 – 1174), дъщеря на пфалцграф Ото V фон Вителсбах-Шайерн.
По-големият му брат е Бертхолд II, граф на Хенеберг бургграф на Вюрцбург († 1212), който е баща на Бертхолд III (* ок. 1212; † 1218), който няма деца. По-малкият му брат е минезингер Ото фон Ботенлаубен (* 1177; † пр. 1245).
Попо VII фон Хенеберг умира на 21 март или 21 август 1245 г. и е погребан във Весра.

## Фамилия
Първи брак: пр. 1210 г. с Елизабет фон Вилдеберг († 1220), дъщеря на Бертхолд фон Вилдберг († сл. 1187) и съпругата му фон Аухаузен. Те имат децата:
- Луитгард фон Хенеберг (* 1210; † 14 юни 1267), омъжена 1229 г. за княз Йохан I фон Мекленбург-Гюстров (1211 – 1264)
- Хайнрих I (III) (* ок. 1220; † 9 април 1262), граф на Хенеберг-Шлойзинген, женен I. за Елизабет фон Тек, II. за София фон Майсен († 17 март 1280)
- Аделхайд фон Хенеберг († 28 февруари 1256), омъжена I. за граф Лудвиг II фон Ринек († 1243), II. 1229 г., пр. 1234 г. за граф Хайнрих II фон Щолберг († сл. 1272)
- Берта фон Хенеберг († сл. 1254), омъжена за граф Фридрих I фон Кастел († 1251/54)
- Анна фон Хенеберг († сл. 1235), омъжена за граф Улрих I фон Хелфенщайн († сл. 1241)

Втори брак: на 3 януари 1223 г. в Лайпциг с Юта Клариция фон Тюрингия (* ок. 1183; † 6 август 1235, Шлойзинген), вдовица на маркграф Дитрих от Майсен (ок. 1175; † 1221), дъщеря на ландграф Херман I от Тюрингия и София фон Зомершенбург. Те имат децата:
- Херман I фон Хенеберг (* 1224; † 18 декември 1290), граф на Хенеберг, женен ок. 1249 г. за Маргарета от Холандия (1234 – 1277), дъщеря на граф Флорис IV от Холандия и Матилда от Брабант, II. на 25 февруари 1283 г. за Катарина фон Хесберг
- Кунигунда фон Хенеберг († 1257), омъжена за Албрехт I фон Хоенлое († 1269)
- Бертхолд I фон Хенеберг (IV) († 29 септември 1312), епископ на Вюрцбург (1267 – 1274) и Майнц (1307 – 1312)
- Маргарета фон Хенеберг († сл. 26 август 1271), омъжена на 26 август 1271 г. за граф Конрад I фон Вилдберг († сл. 26 август 1271)
- Ото фон Хенеберг († сл. 1257)
- дъщеря, омъжена за херцог Конрад I фон Тек († 1244/1249)